# Widad Yesli
Widad Yesli (* 2. April 2000) ist eine algerische Leichtathletin, die in verschiedenen Disziplinen an den Start geht.

## Sportliche Laufbahn
Erste internationale Erfahrungen sammelte Widad Yesli im Jahr 2017, als sie bei den Juniorenafrikameisterschaften in Tlemcen mit einer Weite von 11,68 m die Bronzemedaille im Kugelstoßen gewann und im Hochsprung mit 1,60 m den vierten Platz belegte. Anschließend siegte sie bei den Arabischen U18-Meisterschaften in Radès mit 4260 Punkten im Siebenkampf und gewann im Kugelstoßen mit 13,35 m die Silbermedaille. 2019 siegte sie mit 4431 Punkten im Siebenkampf bei den Juniorenafrikameisterschaften in Abidjan und 2023 siegte sie bei den Panarabischen Spielen in Algier mit 47,18 m im Speerwurf und gewann im Siebenkampf mit 4087 Punkten die Bronzemedaille hinter ihrer Landsfrau Afaf Benhadja und Nada Chroudi aus Tunesien. 2025 gewann sie bei den Arabischen Meisterschaften in Oran mit 45,04 m die Silbermedaille im Speerwurf hinter der Ägypterin Sherine Hussein und belegte im Kugelstoßen mit 12,51 m den vierten Platz.
2023 wurde Yesli algerische Meisterin im Speerwurf.

## Persönliche Bestleistungen
- Kugelstoßen: 13,17 m, 22. Februar 2025 in Algier
- Speerwurf: 47,18 m, 4. Juli 2023 in Algier
- Siebenkampf: 4558 Punkte, 2. Mai 2023 in Algier